# آوولا
آوولا (به ایتالیایی: Avola) یک کومونه در ایتالیا است که در استان سیراکوز واقع شده‌است.

## خصوصیات
آوولا ۷۴٫۲۷ کیلومترمربع مساحت و ۳۱٬۶۹۵ نفر جمعیت دارد و ۴۰ متر بالاتر از سطح دریا واقع شده‌است.